# Makawao
Makawao – jednostka osadnicza w Stanach Zjednoczonych, w hrabstwie Maui.